# Суперечність
Супере́чність, рідше протирі́ччя (від рос. противоречие), — відношення двох суджень, кожне з яких є запереченням іншого. У логіці — це хиба, пов'язана з порушенням закону суперечності, й означає, що в деякому судженні припускається два взаємно протилежних та несумісних твердження про один предмет, в один і той же час і в одному й тому ж відношенні.
Логічне протиріччя слід не плутати з протилежністю в діалектиці.
Суперечність діалектична — взаємодія протилежних, взаємовиключних сторін і тенденцій предметів і явищ, які в той же час перебувають у внутрішній єдності і взаємопроникненні, виступаючи джерелом саморуху і розвитку об'єктивного світу і пізнання.
Множиною істинності суперечності є порожня множина.